# Hestina
A Hestina a rovarok (Insecta) osztályának a lepkék (Lepidoptera) rendjéhez, ezen belül a tarkalepkefélék (Nymphalidae) családjához tartozó Apaturinae alcsalád egyik neme.

## Rendszerezés
A nembe az alábbi 13 faj tartozik:
- Hestina assimilis
- Hestina dissimilis
- Hestina divona
- Hestina japonica
- Hestina jermyni
- Hestina mena
- Hestina mimetica
- Hestina nama
- Hestina namoides
- Hestina nicevillei
- Hestina ouvradi
- Hestina persimilis
- Hestina waterstradti

## Fordítás
- Ez a szócikk részben vagy egészben  a   Hestina című angol Wikipédia-szócikk fordításán alapul.  Az eredeti cikk szerkesztőit annak laptörténete sorolja fel. Ez a jelzés csupán a megfogalmazás eredetét és a szerzői jogokat jelzi, nem szolgál a cikkben szereplő információk forrásmegjelöléseként.